# パイヤト＝ハメ県
パイヤト＝ハメ県（パイヤト＝ハメけん、フィンランド語: Päijät-Häme [ˈpæi̯j(ː)æt̪ˌhæme̞(ʔ)]、スウェーデン語: Päijänne Tavastland）は、フィンランド、パイエンネ湖 (パイヤト湖)の南に位置する行政区。ウーシマー県、カンタ＝ハメ県、ピルカンマー県、中央スオミ県、南サヴォ県、キュメンラークソ県の6県と接する。
面積は5100平方キロメートル程度であり、人口はおよそ20万人。ラハティが県庁所在地となっている。

## 歴史
ハメを参照

## 県章
県章は古代の人魚の水の女神であるベラモを。そして第二次大戦の際にカレリアから逃れてきた多くの避難民の影響からカッコウが描かれている。

## 下位行政区
県下には1つの郡があり、11の下位行政区を持っている。
- ラハティ郡

アシッカラ（Asikkala）
ハルトラ（Hartola）
ヘイノラ（Heinola）
ホッロラ（Hollola）
ハメーンコスキ（Hämeenkoski）
カルコラ（Kärkölä）
ラハティ（Lahti）
ナストラ（Nastola）
オリマッティラ（Orimattila）
パダスヨキ（Padasjoki）
シュスマ（Sysmä）

## 政治
2011年のフィンランド総選挙において、パイヤト＝ハメ県の選挙結果は以下のようになった。
- 国民連合党 23.2%
- 真のフィンランド人 22.7%
- フィンランド社会民主党 22.0%
- フィンランド中央党 11.6%
- キリスト教民主党 7.5%
- 左翼同盟 6.1%
- 緑の同盟 4.5%